# Lagerlöf (krater)
För andra betydelser, se Lagerlöf.
Lagerlöf är en nedslagskrater med en diameter på 56 kilometer, på planeten Venus. Lagerlöf har fått sitt namn efter den svenska författarinnan och nobelpristagaren Selma Lagerlöf.